# Albrechtický dub (okres Karviná)
Albrechtický dub je památný strom dub letní (Quercus robur L.) nedaleko domu čp. 45 v Albrechticích v okrese Karviná v pohoří Podbeskydská pahorkatina v Moravskoslezském kraji.

## Další informace
V poli nedaleko domu čp. 45 na parcele č. 1169 v Albrechticích stojí solitér dub letní. Podle údajů
| podle údajú                  | [ 3 ]                       | [ 1 ]                       |
| Výška stromu                 | 17 m                        | 18 m                        |
| Obvod kmene ve výčetní výšce | 3,90 m                      | 3,54 m                      |
| Ochranné pásmo               | svislý průměr koruny stromu | svislý průměr koruny stromu |
| Datum vyhlášení              | 1. června 1990              | 1. června 1990              |